# Гульмира
Гульмира (перс. گلمیرا‎) — женское имя. В переводе с персидского «гуль» (گل) означает цветочная, подобная цветку, цветоподобная; вторая часть имени «мир» (مير) является персидским вариантом слова «эмир». В дословном переводе имя означает «цветок мира».
Распространено в России, Средней Азии. 
Распространённое имя у казахов. 
Примеры написания имени в разных странах:
каз. Гүлмира — Гульмира Даулетова, Гульмира Исимбаева, Гульмира Шалабаева